# Meionemertes
Meionemertes is een geslacht van de snoerwormen (Nemertea). Het geslacht werd in 1986 voor het eerst wetenschappelijk beschreven door Gibson.

## Soorten
Het geslacht kent slechts één soort, de Meionemertes polygonimos.  